# George Ohsawa
George Ohsawa, nascido Sakurazawa Joichi (桜沢如一, Sakurazawa Joichi, 18 de outubro de 1893 – 23 de abril de 1966), é o fundador da macrobiótica.

## Histórico
Oshawa nasceu em uma família cujo pai era descendente direto dos samurais. Mas era o período da Restauração Meiji, e a família se encontrava na pobreza. Ele teve de deixar os estudos ao fim do período escolar obrigatório pois não tinham mais dinheiro para esta finalidade. Foi nesse momento que ele iniciou seu caminho espiritual.
Por volta de 1913, ele encontrou Nishibata Manabu, discípulo direto do falecido Dr. Sagen Ishizuka, e com ele estudou em Tokyo no movimento Shoku-yo Kai.
Mais tarde ele viajou para a Europa, especialmente Paris, onde começou a difundir sua filosofia.
Depois de muitos anos, ele voltou ao Japão, onde criou uma fundação e recrutou adeptos para sua filosofia, agora formalizada. Depois de trazer para si os focos de atenção durante a Segunda Guerra Mundial graças a seus ideais pacifistas, ele mudou sua instituição para uma região remota nas montanhas de Yamanashi.
Enquanto esteve na Europa, ele escreveu sob os pseudônimos de Musagendo Sakurazawa, Nyoiti Sakurazawa, e Yukikazu Sakurazawa. Ele usou também, enquanto na França, o nome Georges, com a grafia francesa, e seu nome é às vezes grafado dessa maneira.
Acredita-se que o nome ocidental para seu movimento foi tomado de um livro escrito por Dr. Christoph Wilhelm Hufeland, já que é sabido que, enquanto na Europa, ele teve contato com descendentes do Dr. Hufeland.
Alguns de seus discípulos japoneses também foram importantes na disseminação da Macrobiótica no ocidente. Nos EUA em especial, Herman Aihara e Michio Kushi; no Brasil, Tomio Kikuchi. Apesar disso, muitos outros discípulos participaram dessa disseminação.